# Odruchy pierwotne
Odruchy pierwotne, niemowlęce, dziecięce – odruchy fizjologicznie pojawiające się w okresie rozwojowym, których nieobecność lub przetrwanie (niektórych) może świadczyć o patologii.
Odruchy we wczesnym okresie rozwojowym:
- odruch ssania
- odruch szukania
- odruch obejmowania (Moro)
- odruch pełzania
- odruch kroczenia
- odruch oczno-powiekowy
- odruch uszno-powiekowy
- odruch chwytny

W pierwszym półroczu życia:
- odruch toniczny błędnikowy
- odruch Galanta
- odruch skrzyżowanego wyprostu
- odruch toniczny szyjny asymetryczny
- odruch toniczny szyjny symetryczny

W drugim półroczu życia:
- odruchy prostowania